# Erica Wagner

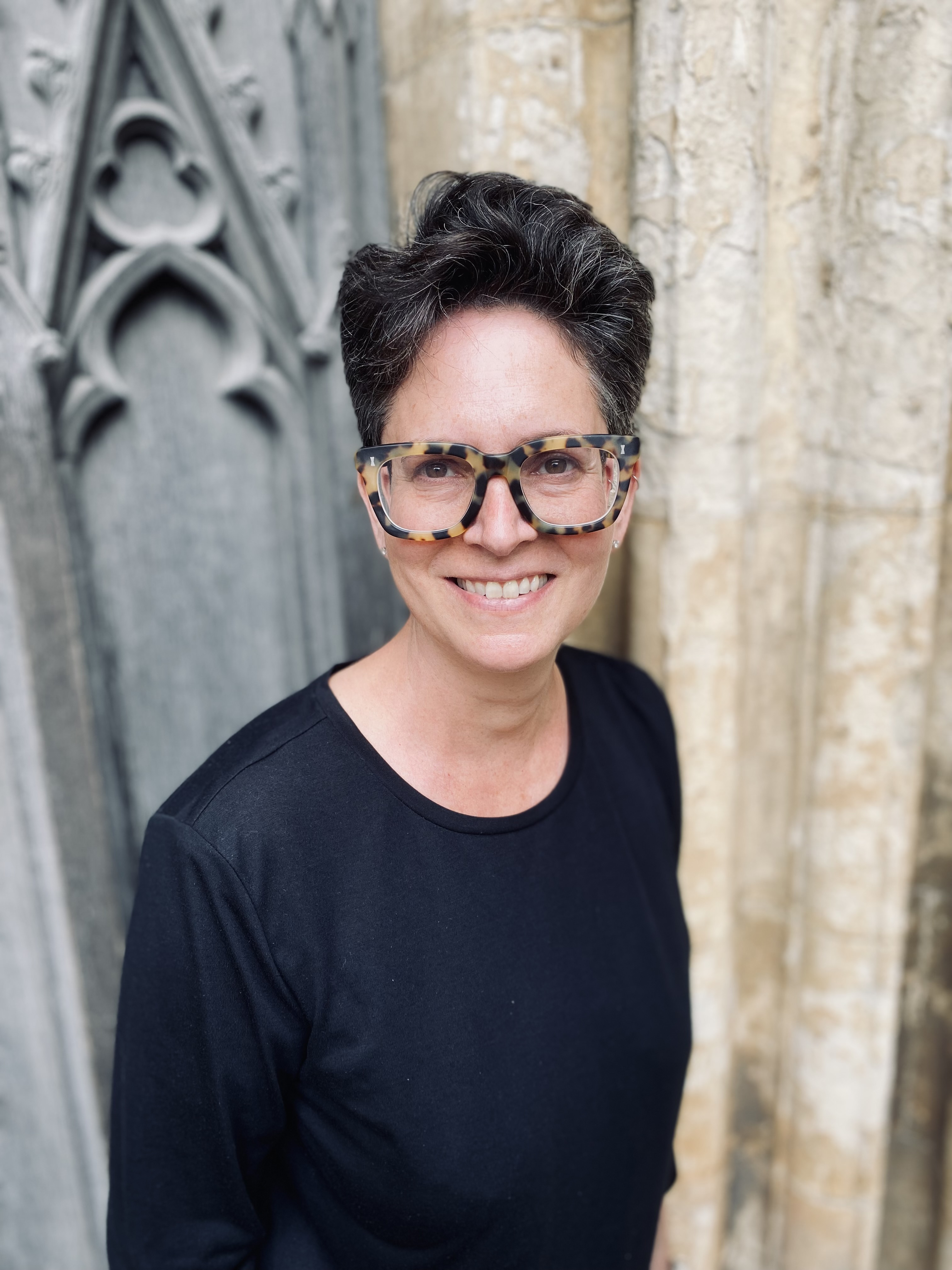
Erica Wagner

Erica Wagner (geboren 1967 in New York City) ist eine US-amerikanische Literaturkritikerin.

## Leben
Erica Wagner wuchs in der Upper West Side auf und besuchte die Brearley School. Sie wechselte nach Großbritannien an die  St Paul’s Girls’ School, machte den BA am Corpus Christi College (Cambridge) und den MA an der University of East Anglia, wo Malcolm Bradbury und Rose Tremain zu ihren Lehrenden gehörten.
Zwischen 1996 und 2013 war sie Kulturredakteurin der Times. Sie schreibt regelmäßig Buchbesprechungen und Essays für The New York Times, The New Statesman, Financial Times und den Economist. 2002 und 2014 war sie Jurorin im  Man Booker Prize. Auch beim Orange Prize for Fiction, Whitbread First Novel Award, Forward Poetry Prize und dem von Shakespeare and Company ausgelobten Paris Literary Prize wurde sie schon in die Jury berufen.
Wagner hat 1997 eine Sammlung von Kurzgeschichten veröffentlicht, es folgten ein Roman und ein Buch über den 1998 erschienenen Gedichtband der Birthday Letters von Ted Hughes an Sylvia Plath.
Wagner ist mit dem Autor Francis Gilbert (I’m a Teacher, Get Me Out of Here!, 2003) verheiratet, sie leben in London.

## Schriften
- Gravity. Granta, London 1997.
  - Der Astronom. Stories. Deutsch von Helmut Splinter. Goldmann, München 2000.
- Ariel’s Gift. Ted Hughes, Sylvia Plath and the Story of Birthday Letters. Norton, New York 2001.
- Seizure. Norton, New York 2007.
- Chief Engineer: The Man Who Built the Brooklyn Bridge. Bloomsbury, 2017, ISBN 978-1-62040-052-4